# دوغلاس سميث (مؤرخ)
دوغلاس سميث (بالإنجليزية: Douglas Smith)‏ هو مؤرخ أمريكي، ولد في 7 نوفمبر 1962.